# Stander (Einheit)
Ein Stander war im Mittelalter eine militärische Einheit.

## Geschichte
Ein Stander war eine militärische Untereinheit zur Zeit der Kreuzzüge, die sich aus 10 Infanteristen zusammensetzte. Der Name kommt von dem Umstand, dass jeder solchen Einheit ein großes Banner (Stander) zugeteilt wurde. Diese Einteilung der Einheiten war zur Zeit der Kreuzzüge bei den Ritterorden üblich.